# Tirà terrestre de coroneta groga
El tirà terrestre de coroneta groga (Muscisaxicola flavinucha) és un ocell de la família dels tirànids (Tyrannidae).

## Hàbitat i distribució
Habita zones obertes i vessants pedregosos dels Andes de Xile i oest i sud de l'Argentina fins a la Terra del Foc.